# Tetrapterys nelsonii
Tetrapterys nelsonii är en tvåhjärtbladig växtart som beskrevs av Joseph Nelson Rose. Tetrapterys nelsonii ingår i släktet Tetrapterys och familjen Malpighiaceae. Inga underarter finns listade i Catalogue of Life.